# Dinastija Džin (266–420)
Dinastija Džin (kitajsko 晉朝, pinjin Jìn Cháo) ali Cesarstvo Džin, včasih tudi Sima Džin (司馬晉)  ali Dva Džina (兩晉)), je bila kitajska cesarska dinastija, ki je obstajala od leta 266 do 420. Ustanovil jo je Sima Jan (cesar Vu), najstarejši sin Sima Džaa, ki je bil pred tem razglašen za kralja Džina. Pred dinastijo Džin je bilo obdobje treh kraljestev, za njo pa obdobje šestnajstih kraljestev na severu Kitajske in dinastije Lju Song na jugu. 
V zgodovini dinastije sta bili dve glavni delitvi. Zahodni Džin (266–316) je bil ustanovljen kot naslednik Cao Veja, potem ko je Sima Jan prevzel prestol od Cao Huana. Glavno mesto Zahodnega Džina je bil sprva Luojang in nato Čangan, sodobni Šjan v provinci Šaanši. Po osvojitvi Vzhodnega Vuja leta 280 je Zahodni Džin prvič po koncu dinastije Han ponovno združil Kitajsko, s čimer se je končalo obdobje treh kraljestev. 
Enajst let pozneje v dinastiji izbruhnil niz državljanskih vojn, znanih kot vojna osmih princev, ki so jo močno oslabile državo. Leta 304 je dinastija doživela val uporov in invazij ne-hanskih etničnih skupin, imenovanih Pet barbarov, ki so ustanovili več kratkotrajnih dinastičnih držav na severu Kitajske. S tem se je začelo kaotično in krvavo obdobje šestnajstih kraljestev, v katerem so se države na severu v hitrem zaporedju vzpenjale in propadale ter se nenehno bojevale med seboj in z Džinom. Han Džao, ena od severnih držav, ustanovljenih med nemirom, je leta 311 oplenila Luojang, leta 316 zavzela Čangan in  leta 318 usmrtila cesarja Mina, s čimer se je končalo obdobje Zahodnega Džina. Sima Rui, naslednik cesarja Mina,  je ponovno vzpostavil dinastijo Džin s prestolnico v Džjankangu usodobni Nanking) in s tem ustanovil Vzhodni Jin (317–420). 
Dinastija Vzhodni Jin je bila večino svojega obstoja v skoraj nenehnem konfliktu s severnimi državami in sprožila več invazij na sever, da bi si povrnila svoja izgubljena ozemlja. Leta 383 je Vzhodni Džin zadal uničujoč poraz Nekdanjemu Činu, državi Petih barbarov, ki je za kratek čas združila severno Kitajsko. Po tej bitki se je Nekdanji Čin razcepil in vojske Džina so ponovno zavzele dežele južno od Rumene reke. Oblast v Vzhodnem Džinu je sčasoma uzurpiral general Lju Ju in ga leta 420 zamenjal z dinastijo Lju Song. Vzhodna dinastija Jin velja za drugo od šestih kitajskih dinastij. 

## Zgodovina

### Ozadje
V obdobju treh kraljestev se je klan Sima, njegov najbolj uspešen posameznik je bil Sima Ji, povzpel na pomemben položaj v kraljestvu Cao Vej, ki je obvladovalo severno Kitajsko in mu je vladal klan Cao. Sima Ji je bil regent Cao Veja. Ko se je leta 249 zgodil državni udar,  znan kot incident pri grobnicah v Gaopingu, je začel klan Sima presegati moč klana Cao. Po smrti Sima Jija leta 251 ga je na položaju regenta Cao Veja nasledil njegov najstarejši sin Sima Ši, s čimer je ohranil močan nadzor klana Sima na političnem prizorišču Cao Veja. Po smrti Sima Šija leta 255 je postal regent Cao Veja njegov mlajši brat Sima Džao. Slednji je  dodatno pomagal interesom svojih klanov z zatiranjem uporov in nezadovoljstva. 
Leta 263 je vodil sile Cao Veja pri osvajanju Šu Hana in ujetju Lju Bejevega sina Lju Šana, kar je označilo propad prvega od treh kraljestev. Sima Džao je bil za svoje zasluge nagrajen z nazivom kralj Džina, kar je bil za cesarjem najvišji položaj v državi. Ambicije Sime Džaa za zasedbo prestola so bile očitne, vendar je leta 265 umrl še pred prvim poskusom uzurpacije oblasti. Priložnost je prepustil svojemu ambicioznemu sinu Sima Janu. 

### Zahodni Džin (266–316)
Dinastijo Džin je ustanovil Sima Jan, posmrtno znan kot cesar Vu (Borbeni cesar Džina). Potem ko je leta 265 nasledil svojega očeta kot kralj Džina in regent Cao Veja, se je leta 266  razglasil za cesarja dinastije Džin in prisilil Cao Huana, zadnjega vladarja Cao Veja, k abdikaciji. Kot cesar Vu je Cao Huanu dovolil, da živi častno kot knez Čenljuja, in ga pokopal s cesarskimi častmi.   
Dinastija Džin je pod cesarjem Vujem leta 280 osvojila Vzhodni Vu  in združila Kitajsko, s čimer se je končalo obdobje treh kraljestev. Obdobje enotnosti je bilo relativno kratkotrajno, saj so državo kmalu oslabili korupcija, politični nemiri in notranji konflikti. Sin cesarja Vuja Džong, posmrtno znan kot cesar Hui (Dobrohotni cesar Džina), je bil razvojno prizadet. 

### Propad
Cesar Vu je umrl leta 290 in že naslednje leto so se začeli boji za njegovo dediščino, ki so prerasli v uničujočo vojno osmih princev. Dinastija je bila zaradi bojev zelo  oslabljena in se je kmalu soočila z novimi pretresi, ko se je leta 304 začela vstaja petih barbarov. V teh nemirih je vladar Han Džaa Lju Cong leta 311 oplenil prestolnico Džina Luojang. Cesar Džina Sima Či, posmrtno znan kot cesar Huai (Pogrešani cesar Džina), je bil ujet in pozneje usmrčen. Ko so sile Han Džaa leta 316 zavzele Čangan, so ujele in usmrtile tudi Jeja, posmrtno znanega kot cesar Min (Trpeči cesar Jina). Njegova smrt je pomenila konec Zahodnega Džina. Preživeli člani cesarske družine, pa tudi veliko Kitajcev Hanov iz Severnokitajske nižine, je zbežalo v južno Kitajsko. Ti begunci so imeli velik vpliv na dežele, v katere so se preselili, in dali ime reki Džin, v katere dolini v Fudžijanu so se naselili.

### Materialna kultura
Dinastija Džin je znana po kakovostnih izdelkih iz zelenkastega porcelana iz celadona. Na izdelkih so pogosto živalski in budistični motivi.
- Juejska skleda,  Zahodni Džin, 3. stoletje
- Keramičen stolp, Zahodni Džin, 265–317
- Bišje iz celadona v obliki leva, Zahodni Džin, 265–317
- Skleda iz celadona z budističnimi motivi, Zahodni Džin, 265–317
- Vrč hunping z budističnimi motivi

### Vzhodni Džin (317–420)

#### Ustanovitev
Po padcu Čangana in usmrtitvi cesarja Mina je bil za cesarja Džina leta 318 ustoličen Sima Rui s posmrtnim imenom Juan. Ponovno je vzpostavil vlado Džina v Džjankangu, današnjem Nanking, ki je postal nova prestolnica dinastije. Začelo se je obdobje Vzhodnega Džina. Nekatere nedavno ustanovljene severne države so zanikale njegovo legitimnost. 
Obdobje Vzhodnega Džina je bilo priča vrhuncu politike plemiških klanov, imenovano menfa. Oblast cesarjev je bila omejena, medtem ko so ključne nacionalne zadeve nadzirali močni elitni priseljenski klani, kot so bili klan Vang iz Langjaja in Tajjuana, klan Šje iz Čenljuja, klan Huan iz poveljstva Čjao in klan Ju iz Jingčuana. Med ljudmi je bila pogosta pripomba, da "Vang Dao in Sima Rui skupaj obvladujeta narod" (izvirno "Kralj in njegov konj si delita svet"). Rečeno je bilo, da je cesar Juan celo povabil Vang Daa, naj na prestolu sedi poleg njega, kar je Vang Dao zavrnil.

#### Vojne s severom
Za povrnitev ozemelj, izgubljenih po padcu Zahodnega Džina, je Vzhodni Džin sprožil več vojaških pohodov proti severnim državam. Med njimi so bili tudi Huan Venovi pohodi v letih 354–369. Vojske Vzhodnega Džina so  v bitki pri reki Fej zadale uničujoč poraz državi Nekdanji Čin. Po tej bitki je Nekdanji Čin, ki je pred kratkim združil severno Kitajsko, začel propadati, dinastija Džin pa si je povrnila dežele južno od Rumene reke. Nekaj teh ozemelj je kasneje igubil in nato spet pridobil, ko je Lju Ju na pohodih v letih 409–416 premagal severne države. 
Paranoje v cesarjevi družini so se kljub vojaškim uspehom nadaljevale in pogosto povzročale  izgubo podpore na severni fronti. Pomanjkanje podpore dvora Džina je bilo na primer glavni vzrok, da Huan Venu ni uspelo osvojiti severnih pokrajin. Dogajali so se tudi upori generalov Vang Duna in Su Džuna in manjši upori v vojaških poveljstvih, ki so pestili Vzhodni Džin v vseh 104 letih njegovega obstoja. 

#### Množično preseljevanje na jug
Lokalni aristokratski klani na jugu so bili pogosto v sporu s priseljenci s severa. Napetosti so se stopnjevale in začele vplivati na notranjo politiko Džina. Dvema najuglednejšima  klanoma, Džovu iz Jišinga in Šenu iz Vušinga, je bil zadan grenak udarec, od katerega si nista nikoli povsem opomogla. To in spori med različnimi severnimi priseljenskimi klani je privedlo do navideznega ravnotežja moči, kar je nekoliko koristilo cesarjevi vladavini. 
Za ogromno na jug priseljenih Kitajcev Hanov  so v Vzhodnem Džinu ustanovili posebna "priseljenska poveljstva" in "bele registre". Iz njihovih potomcev je nastala južnokitajska aristokracija, ki je med dinastijo Džin podredila plemstvo južne Kitajske, zlasti v regiji Džjangnan. Južna Kitajska je zaradi množičnega preseljevanja na jug po številu prebivalcev prehitela severno.

#### Propad
Leta 403 je Huan Šuan, sin cenjenega generala Huan Vena, uzurpiral prestol Džina in razglasil dinastijo Huan  Ču. Huan Šuana je kmalu strmoglavil Lju Ju, ki je ponovno vzpostavil vladavino Džina, tako da je na prestol postavil Sima Dezonga, znanega kot cesar An (Miroljubni cesar Džina). Sledilo je še več uporov, ki sta jih vodila Sun En in Lu Šun, in Zahodni Šu je postal neodvisno kraljestvo pod Čjao Dzongom. Leta 419 je Lju Juja Sima Dedzong ujel in zadavil in ga zamenjal z njegovim bratom Sima Devenom s posmrtnim imenom cesar Gong (Spoštljivi cesar Džina). Sima Deven je leta 420 abdiciral v korist Lju Juja, ki se je razglasil za vladarja nove dinastije Song. Zgodovinarji jo imenujejo Lju Song, da se ne bi zamenjavala z dinastijo Song, ustanovljeno leta 960. Sima Devena so naslednje leto zadušili z odejo.  Na severu je Severni Ljang, zadnji od šestnajstih kraljestev, leta 439 osvojil Severni Vej, s čimer se je začelo obdobje severnih dinastij.

## Ozemlje in upravne enote
Zahodni Džin je podedoval ozemlje države Vej in kasneje osvojil državo Vu. Na severu so mejo cesarstva tvorile današnje province Šanši, Hebej in Liaoning, kjer so živeli Šiungnuji, Šjanbeji Gogurjeji. Na vzhodu je cesarstvo mejilo na Rumeno in Vzhodnokitajsko morje. Na jugu se je raztezalo do današnjega severnega Vietnama. Na zahodu se je širilo v današnji provinci Gansu in Junan, kjer je mejilo na ozemlja Šiungnujev, Čjangov in Dijev. 
Zahodni Džin je prevzel ozemeljsko delitev Vzhodnega Hana in državo razdelil na province (džov), prefekture (džun) in okraje (šjan). Vej je imel 12 provinc. Potem ko je Vej uničil Ši Han, se je število provinc povečalo na 14. Ko je leta 265 Vej nasledil Zahodni Džin, je slednji izvedel ozemeljsko reformo in državo razdelil na 17 provinc. Po uničenju Vuja leta 280 so bile dodane še štiri province, od katerih sta bili dve takoj združeni z obstoječimi provincami. V tem trenutku je Džin sestavljalo 19 provinc. Nekaj so jih kasneje razdelili, tako da je imelo cesarstvo leta 307 skupaj 21 provinc. Province so bile združene v prefekture in kraljestva. Cesar Vu, ki se je bal državnega udara premočnih ministrov in generalov, je kraljestva zaupal svojim najbližjim sorodnikom. Kralji so imeli pravico pobiranja davkov in zbiranja in vzdrževanja vojske, namenjene predvsem lokalni obrambi. Za kraljestva in prefekture je veljalo, da so na isti upravni ravni. Nižjo raven uprave so tvorila okrožja, na ravni okrožij pa vojvodstva in grofije. 
Vzhodni Džin je prevzel tristopenjski sistem Zahodnega Džina, vendar so se enote z leti delile in postajale vedno manjše. Na začetku Vzhodnega Džina je prišlo v državo veliko beguncev s severa. Da bi zadovoljila interese prebeglih plemiških družin, je država razporejala begunce v province, prefekture in okrožja, iz katerih so prišli, vendar te enote niso imele ozemlja, imele pa so uprave in plačevale davke. Kasneje so tem enotam, ki so jih imenovali priseljenske province, prefekture in okraji, dodelili ozemlja.  
Severna meja Vzhodnega Džina se je močno spreminjala in je bila odvisna od vojaških uspehov in neuspehov cesarstva. Na Zahodu so se v provinci Sečuan večkrat pojavile neodvisne vlade. Meja je bila večinoma stabilna samo na jugu.Pred bitko pri Fejšuju je imel Vzhodni Džin samo sedem provinc in devet provinc za priseljence. Po tej bitki se je ozemlje države razširilo do Rumene reke. Z vzponom Huan Šuana na oblast se je območje spet zmanjšalo. Lju Ju je med svojim drugim pohodom na sever uspel ponovno zavzeti Čangan, a se je kmalu moral odpovedati osvojenemu ozemlju. Na koncu Vzhodnega Džina je imela država 17 provinc in osem priseljenskih provinc, skupaj 25 provinc.

## Politični sistem
Politični sistem obeh dinastij Džin so določale velike plemiške hiše. Sistem velikih plemiških hiš je nastal med dinastijama Han in Vej. Oblikovali so jih predvsem lokalni voditelji in družine, ki so bile več generacij v visokih državnih službah. Vej je za napredovanje sposobnih uradnikov uvedel devetstopenjski sistem javnih uslužbencev, ki je nadomestil Hanov sistem izpitov in priporočil, ki je zaradi vojnega kaosa postal neuporaben. V obdobju Džina je sistem postal instrument moči plemiških hiš. Ker so višje položaje zasedali predvsem njihovi člani, so na višje položaje prišli le njihovi sorodniki in ljubljenci. To je šlo tako daleč, da na višjih uradniških ravneh kmalu ni bilo več pripadnikov niti ljudstva niti članov družin nižjega plemstva. 
V Vzhodnem Džinu je prišlo do konfliktov med priseljenskimi in lokalnimi plemiškimi družinami. Moč je bila skoncentrirana  v rokah priseljencev, ki so skušali podrediti domačine. Razlike so obstajale še zelo dolgo, dokler jih ni premagala naraščajoča gospodarska moč domačinov. 
Organi odločanja so se strukturno postopoma ločili od izvršilnih organov. Sistem Hana s tremi nadkanclerji in devetimi ministri se je postopoma zlil s sistemoma Suja in Tanga v sistem s tremi sekretariati in šestimi ministrstvi. Nazadnje so se izoblikovali trije sekretariati: Šangšu (Shàngshū Shĕng), Džongšu (Zhōngshū Shĕng) in Menšja (Ménxià Shĕng). Džongšu je bil uvrščen za Šangšujem, vendar je bil najmočnejši od  treh, saj je bil organ odločanja, medtem ko je bil Šangšu zvršilna veja oblasti. Menšja je bil revizijski organ, vendar je tudi sodeloval pri odločanju in pridobil enako moč kot Džongšu. Kar zadeva osebje, je bil Šangšu najbolj popoln sekretariat in je imel v času Zahodnega Džina tri notranje stopnje. Džongšu in Menšja sta bila dodelana šele v Vzhodnem Džinu, da bi bila protiutež Džonšuju. 
Zakonodajalec je že zgodaj ugotovil, da je zakonik Veja preveč zapleten in že Sima Džao je ukazal, da se napiše nov zakonik, ki bi upošteval tudi zakonike Hana in Veja. Zakonik Džina (Jìn Lǜ) je bil dokončan leta 267 in začel veljati naslednje leto. Dolgo časa je bil edini zakonik, veljaven po vsej Kitajski. Kasneje je bilo napisanih nekaj komentarjev, ki jim je cesar Vu dal enak status kot ga je imel sam zakonik. Ta praksa je imela velik vpliv na kitajsko pravno zgodovino in je bila kasneje ponovno uporabljena v obdobju dinastije Tang. 

## Vojska
Zahodni Džin je od Veja prevzel kastni sistem vojakov. Cesar Vu je tudi zmanjšal število provincialnih in prefekturnih vojakov ter vojaško moč dal v roke kraljev. Vzhodni Džin je sprejel kastni sistem vojakov, vendar je uporabil tudi sistem novačenja. Šibkost centralne oblasti se je kazala tudi v vojski. Lokalni vojaški guvernerji so pogosto zavračali ukaze centralne vlade. Da bi preprečil te težnje, je Šja An ustanovil vojsko, sestavljeno iz beguncev (bejfu).
Vojske Zahodnega Džina so bile razdeljene v tri kategorije: osrednja vojska, pomožna vojska ter vojske provinc in prefektur. Pripadniki osrednje in pomožne vojske so na splošno pripadali vojaškim kastam. Osrednjo vojsko je neposredno nadziral dvor in je bila v mirnem času nameščena v prestolnici ali njeni okolici. Njena ciljna moč je bila 100.000 mož, vodil pa jo je general iz centralne vojske. Periferne vojske so bile nameščene na strateško pomembnih lokacijah in ob mejah. Njihovi poveljniki so bili generali ali veliki generali. Vojske provinc in prefektur so bile lokalne vojske. Potem ko je Džin združil Kitajsko, je cesar Vu poskušal te vojske ukiniti in namesto njih uvesti lokalno policijo. Velikim prefekturam je bilo dodeljenih 100 policistov, manjšim pa 50. V resnici je bilo ukinjenih zelo malo lokalnih vojsk. 
Cesar Vu je svoje sorodnike obdaril s kraljestvi, ki so bila enaka prefekturam. Večja kraljestva so smela vzdrževati tri vojske s skupno 5000 možmi, srednja dve vojski s skupno 3000 možmi, majhna pa eno vojsko s 1500 možmi.  Za poveljnike obrobnih vojsk so bili imenovani nekateri kralji. Cesar Vu je želel ohraniti oblast nad vojsko v družini in preprečiti, da bi ministri ali generali postali premočni. Njegova politika je dala kraljem veliko moč, ki je pozneje celo grozila, da bo presegla moč centralne oblasti. 
Vzhodni Džin je prevzel sistem Zahodnega Džina, vendar se je situacija kasneje spremenila. Ker je bil dvor zelo šibak, osrednja vojska skorajda ni več obstajala. Kot nadomestilo je bila v prestolnici nameščena tudi jangdžovska vojska. Obrobne vojske so nadzorovale plemiške hiše, generali pa so bili kralji na svojih ozemljih. Zlasti džingdžovska vojska je številčno presegla osrednjo. Številni oblasti željni generali so to stanje izkoristili za prevzem oblasti. Vojaške kaste so bile zaradi vojnega kaosa zdesetkane, zato je Vzhodni Džin  novačili tudi med navadnimi ljudmi, včasih tudi na silo. Vojska beguncev je večkrat premagala močne sovražnike in do konca Vzhodnega Džina nadomestila osrednjo vojsko. 

## Družba in kultura

### Religija
V dinastiji Džin je bil taoizem polariziran. Cesarji so ostro zatirali taoiste in jih po drugi strani poskušali izkoristiti, zlasti v uporih revnih kmetov. Sredi političnih pretresov v tem obdobju so številni uspešni trgovci, mali posestniki in drugi zmerno premožni ljudje našli veliko tolažbo v taoističnih učenjih. Taoizem so prevzeli tudi številni veliki klani in vojaški častniki. Ge Hong je poudarjal zvestobo cesarju kot taoistično vrlino. Učil je celo, da uporniki nikoli ne morejo postati taoistični nesmrtniki, zaradi česar je taoizem postal bolj sprejemljiv za cesarsko hierarhijo.   
Neenotnost, razpad oblasti in kaos so povzročili, da je postal priljubljen tudi budizem, deloma zaradi osredotočenosti na obravnavanje trpljenja. Rečeno je bilo, da je bilo v Vzhodnem Džinu 1768 budističnih templjev.
Taoizem je na Kitajskem spodbudil razvoj kemije in medicine, medtem ko je bil budizem osredotočen na filozofijo in književnost.

## Seznam cesarjev in vladarskih obdobij
| |            |
| Zahodni Džin |            |
| Cesarstvo Džin (rumeno) okoli leta 280 (Zahodni Džin)                                                                                              |            |
| Tradicionalno kitajsko | 西晉       |
| Poenostavljeno kitajsko | 西晋       |
| Transkripcije standardna mandarinščina Hanju pinjin Xījìn Wade–Giles Hsi Chin Jue: kantonščina Yalska romanizacija Sai 1 Jeun 3 IPA [sɐ ́ i tsɵ ̄ n] |            |
| |            |
| Transkripcije |            |
| standardna mandarinščina |            |
| Hanju pinjin | Xījìn      |
| Wade–Giles | Hsi Chin   |
| Jue: kantonščina |            |
| Yalska romanizacija | Sai1 Jeun3 |
| IPA | [sɐ́i tsɵ̄n] |

| Transkripcije            | Transkripcije            |
| standardna mandarinščina | standardna mandarinščina |
| ------------------------ | ------------------------ |
| Hanju pinjin             | Xījìn                    |
| Wade–Giles               | Hsi Chin                 |
| Jue: kantonščina         |                          |
| Yalska romanizacija      | Sai1 Jeun3               |
| IPA                      | [sɐ́i tsɵ̄n]               |

| |             |
| Eastern Jin |             |
| The Jin Empire (yellow), ok. 400 (Eastern Jin) |             |
| Tradicionalno kitajsko | 東晉        |
| Poenostavljeno kitajsko | 东晋        |
| Transkripcije standardna mandarinščina Hanju pinjin Dōngjìn Wade–Giles Tung Chin Jue: kantonščina Yalska romanizacija Dung 1 Jeun 3 IPA [to ́ ŋ tsɵ ̄ n] |             |
| |             |
| Transkripcije |             |
| standardna mandarinščina |             |
| Hanju pinjin | Dōngjìn     |
| Wade–Giles | Tung Chin   |
| Jue: kantonščina |             |
| Yalska romanizacija | Dung1 Jeun3 |
| IPA | [tóŋ tsɵ̄n]  |

| Transkripcije            | Transkripcije            |
| standardna mandarinščina | standardna mandarinščina |
| ------------------------ | ------------------------ |
| Hanju pinjin             | Dōngjìn                  |
| Wade–Giles               | Tung Chin                |
| Jue: kantonščina         |                          |
| Yalska romanizacija      | Dung1 Jeun3              |
| IPA                      | [tóŋ tsɵ̄n]               |